# Bifrost - en film om outsiderkunst
|  | Denne artikel er oprettet af botten Steenthbot ud fra en ekstern database. Den kan derfor have sproglige fejl eller mangler. Denne skabelon kan fjernes efter kontrol af indholdet. |

Bifrost - en film om outsiderkunst er en dansk dokumentarfilm fra 2010 instrueret af Freddy Tornberg.

## Handling
Portræt af det engagerede og kreative miljø, som elever og lærere skaber omkring sig på Kunstskolen Bifrost i Randers. Skolen er for voksne udviklingshæmmede fra 18 år.